# Tom Christian
Thomas "Tom" Christian, es un actor inglés.

## Carrera
En 2014 dio vida al oficial de la policía Daniel Walker durante el sexto episodio de la primera temporada de la serie Grantchester.
Ese mismo año se unió a la serie 24: Live Another Day donde interpretó al oficial Nash, uno de los agentes del TAC.
En el 2015 apareció como invitado en la serie Mr. Selfridge donde dio vida al sargento de la policía Charlie Copperstone. También apareció en la serie Call the Midwife donde interpretó a Kevin Dillen, cuya esposa June Dillen (Genevieve Barr) está a punto de dar a luz.
Ese mismo año se unió al elenco recurrente de la serie The Royals, donde interpretó a Brandon Boone, un soldado y amigo del príncipe Robert Henstridge, hasta el 2016.

## Filmografía[1]

### Series de televisión
| Año             | Título               | Personajes               | Notas                 |
| --------------- | -------------------- | ------------------------ | --------------------- |
| 2015 - presente | The Royals           | Brandon Boone            | 6 episodios           |
| 2015            | Humans               | Jogger                   | episodio # 1.5        |
| 2015            | American Odyssey     | Blake                    | episodio "Gone Elvis" |
| 2015            | Call the Midwife     | Kevin Dillen             | episodio # 4.8        |
| 2015            | Mr. Selfridge        | Sgt. Charlie Copperstone | 3 episodios           |
| 2014            | Grantchester         | P.C. Daniel Walker       | episodio # 1.6        |
| 2014            | 24: Live Another Day | Agente Nash              | 2 episodios           |

### Películas
| Año  | Título        | Personajes         | Notas |
| ---- | ------------- | ------------------ | --- |
| 2017 | The Beyond    | Carl Roberts       | junto a Jane Perry, David Bailie, Amy Argyle, Nigel Barber, Brian Deacon, Kosha Engler y Jessica Blake          |
| 2014 | Mohammed      | Empleado del Banco | corto - junto a Kayvan Novak, Sophie Thompson, Jayden Revri, Jake Swan-Walters, J.D. Kelleher y Jonathan Rhodes |
| 2014 | Total Siyapaa | Chulo              | corto - junto a Ali Zafar, Yami Gautam, Anupam Kher, Kiron Kher, Sara Khan y Vishwa Badola                      |

### VideoJuegos
| Año  | Título      | Personajes | Notas                           |
| ---- | ----------- | ---------- | ------------------------------- |
| 2017 | Squadron 42 | Conrad Vex | prestó su voz para el personaje |

### Teatro
| Año         | Obra               | Personaje    | Director (a)            | Teatro            | Notas                                                               |
| ----------- | ------------------ | ------------ | ----------------------- | ----------------- | ------------------------------------------------------------------- |
| 2015        | A Clockwork Orange | Dr. Brodsky  | Alexandra Spencer-Jones | Esplanade Theatre | junto a Jonno Davies, Damien Hasson, Philip Honeywell y Matt Martin |
| 2013 - 2014 | Batman LIVE!       | Tony Zucco   | Anthony Van Laast       | -                 | junto a Sam Heughan, Mark Frost, Emma Clifford y Alex Giannini      |
| 2012 - 2013 | Bound              | Skipper Wood | Jesse Britton           | -                 | junto a Edward Grace, Jonathan Busby y John McKeever                |